# Domenico Fischietti
Domenico Fischietti (Napoli, 1725 – Salisburgo, 1810) è stato un compositore italiano.

## La vita
Studiò al Conservatorio di Sant'Onofrio a Porta Capuana sotto la guida di Leonardo Leo e Francesco Durante. Debuttò nel 1742 con L'Armindo al Teatro dei Fiorentini di Napoli. Nel 1755 fu a Venezia per rappresentare Lo speziale, la prima opera su libretto di Carlo Goldoni. Da questo momento a Venezia e altrove riscosse notevole successo mettendo in scena svariati drammi giocosi goldoniani: seguirono a breve distanza La ritornata a Londra (1756), Il mercato di Malmantile (1758), Il signor dottore (1758) e La fiera di Sinigaglia (1760).
Nel 1764 fu a Praga come direttore di una compagnia teatrale, e nel 1766 a Dresda fu nominato maestro di cappella di corte; inoltre prese il posto di direttore della musica sacra accanto a Johann Gottlieb Naumann e di direttore dell'Opera Buffa. Nel 1772 lasciò Dresda e si recò dapprima a Vienna e poi a Salisburgo, dove diventò maestro di cappella del principe-arcivescovo Hieronymus Conte di Colloredo-Mannsfeld. Fino al 1783 il suo nome fu legato alla posizione di maestro di cappella titolare, dopodiché di Fischietti si persero le tracce.

## Opere
Sono note 30 opere di Fischietti. L'anno e la città si riferiscono alla prima rappresentazione.
- L'Armindo (commedia per musica, libretto di Paolo Saracino, 1742, Napoli)
- L'abate Collarone (libretto di Pietro Trinchera, 1749, Napoli)
- Il pazzo per amore (commedia per musica, 1752, Napoli)
- La finta sposa (commedia per musica, 1753, Palermo)
- La Sulamitide (commedia per musica, revisione della precedente, 1753, Firenze)
- Artaserse (dramma per musica, libretto di Pietro Metastasio, 1754, Piacenza)
- Lo speziale (dramma giocoso, libretto di Carlo Goldoni, 1755, Teatro San Samuele, Venezia)
- Solimano (dramma per musica, libretto di Gianambrogio Migliavacca, 1755, Teatro San Moisè, Venezia)
- La ritornata di Londra (dramma giocoso, libretto di Carlo Goldoni, 1756, Venezia)
- Il mercato di Malmantile (dramma giocoso, libretto di Carlo Goldoni, 1758, Venezia)
- Il signor dottore (dramma giocoso, libretto di Carlo Goldoni, 1758, Venezia)
- Semiramide (dramma per musica, libretto di Pietro Metastasio, 1759, Napoli)
- La fiera di Sinigaglia (dramma giocoso, libretto di Carlo Goldoni, 1760, Roma)
- Tetide (1760, Vienna)
- Siface (dramma per musica, libretto di Pietro Metastasio, 1761, Teatro Sant'Angelo, Venezia)
- L'Olimpiade (dramma per musica, libretto di Pietro Metastasio, 1763, Praga)
- La donna di governo (dramma giocoso, libretto di Carlo Goldoni, 1763, Praga)
- Alessandro nell'Indie (dramma per musica, libretto di Pietro Metastasio, 1764, Praga)
- Volosego, re di Parti (dramma per musica, libretto di Apostolo Zeno, 1764, Praga)
- Il dottore (dramma giocoso, revisione de Il signor dottore, 1764, Crema)
- Nitteti (dramma per musica, libretto di Pietro Metastasio, 1765, Praga)
- Les Metamorphoses de l'amour ou Le tuteur dupé (intermède, 1769)
- Il bottanico novellista (dramma giocoso, revisione de Lo speziale, 1770, Treviso)
- Talestri, regina dell'amazzoni (opera drammatica, libretto di Maria Antonia di Baviera, 1773, Salisburgo)
- L'isola disabitata (azione per musica, libretto di Pietro Metastasio, 1774, Salisburgo)
- Gli orti esperidi (serenata, libretto di Pietro Metastasio, 1775, Salisburgo)
- Il creso (1776, Teatro San Carlo, Napoli)
- Arianna e Teseo (dramma per musica, libretto di Pietro Pariati, 1777, Teatro San Carlo di Napoli con Giovanni Ansani)
- La molinara (dramma giocoso, libretto di Filippo Livigni, 1778, Venezia)